# Daniel Gralath młodszy
Daniel Gralath młodszy (ur. 8 czerwca 1739 w Gdańsku, zm. 8 sierpnia 1809, tamże) – gdański uczony, rektor Gimnazjum Akademickiego.

## Życiorys
Urodził się jak drugi syn Daniela Gralatha starszego (uczonego, późniejszego burmistrza Gdańska) i jego żony Doroty Julianny z d. Klein. 1752–57 uczęszczał do Gdańskiego Gimnazjum Akademickiego. Od 1759 studiował prawo na Albertynie w Królewcu i tam 1763 uzyskał doktorat. Od 1764 był profesorem prawa w Gimnazjum Akademickim, w którym sprawował też funkcję inspektora internatu. 1791 objął stanowisko rektora tej szkoły. Z pełnionych stanowisk zrezygnował na początku 1809.
Najważniejszym dziełem Gralatha młodszego jest Versuch einer Geschichte Danzigs (t. 1–2, Królewiec 1789, t. 3, Berlin 1791), pierwsza naukowa synteza dziejów Gdańska do 1752, która do dziś służy za cenne źródło historykom. Przypisuje mu się także autorstwo niepodpisanych rozpraw, skierowanych przeciwko Prusom publikacji dotyczących sytuacji Gdańska po I rozbiorze Polski: Klagen der Stadt Danzig (Skargi miasta Gdańska), Danzig contra Preussen (Gdańsk przeciwko Prusom), Ueber die jetzigen Angelegenheiten der Stadt Danzig im November 1783 (O obecnych sprawach Gdańska w listopadzie 1783), Danzigs Handel und Schicksal (Handel i los Gdańska), które ukazywały się wydawanych w Getyndze przez Schlözera Staatsanzeigen.